# Анунд Якоб
Анунд Якоб (на шведски: Anund Jakob) е шведски крал от династията Инглинги и по-точно от нейния клон Мунсьо, управлявал от ок. 970 до 1050 г. Предшестван е от Олаф Скьотконунг и е наследен от Емунд Стария. Според Снуре Стурлусон, като престолонаследник Анунд Якоб сключва съюз с норвежкия крал Свети Олаф срещу датчанина Кнут Велики.
Счита се, че е роден на 25 юли 1008 или 1010 г. с името Якоб и е първият шведски крал кръстен според християнската традиция още от рождението си.
Според Гудмунд Йоран Адлербет (Gudmund Jöran Adlerbeth) от Шведската академия, не дълго след 1024 г. кралят (като Якун, Jakun), сляп и облечен в златни дрехи, води шведска експедиция на изток към другия бряг на Балтийско море и предоставя военна подкрепа на брата на жена си, Ярослав I Мъдри срещу Мстислав Володимирович.

## Семейство
Женен за Гунилда, дъщеря на норвежкия ярл Свейн Хаконсон. От нея има дъщеря Гида, която става кралица на Дания, след като я омъжват за крал Свен II.
Тъй като Анунд Якоб не оставя син, е наследен на шведския трон от своя полубрат Емунд Стария.